# Liverpool Football Club 1988-1989
Questa voce raccoglie le informazioni riguardanti il Liverpool Football Club nelle competizioni ufficiali della stagione 1988-1989.

## Stagione
In avvio di stagione il Liverpool incontrò alcune difficoltà uscendo al quarto turno della Coppa di Lega dopo aver ripetuto più volte i turni precedenti, e ritrovandosi a gennaio con nove punti di svantaggio sulla vetta del campionato, occupata dall'Arsenal. Risolti i problemi iniziali, il Liverpool approfittò di alcune prestazioni negative dei Gunners per raggiungerli sul finire del campionato e giunse alla semifinale di FA Cup contro il Nottingham Forest. L'organizzazione di quest'ultima gara, da giocarsi campo neutro dell'Hillsborough di Sheffield, fu caratterizzata da gravissimi errori da parte della polizia nella distribuzione dei tifosi sugli spalti, che causarono un sovraffollamento e la morte di 96 tifosi del Liverpool.
Il rinvio della gara provocò lo slittamento dello scontro diretto casalingo con l'Arsenal al 26 maggio, oltre l'effettiva conclusione del campionato: sorpassati i Gunners, i Reds arrivarono alla vigilia del confronto con tre punti di vantaggio e la probabilità di farsi scavalcare legata solo ad una sconfitta con almeno due gol di scarto. Pochi giorni prima dell'incontro si era inoltre disputata la finale di FA Cup: sconfitto il Nottingham Forest in semifinale, il Liverpool aveva incontrato a Wembley i concittadini dell'Everton, prevalendo ai supplementari grazie a una doppietta del rientrante Rush. Malgrado il trofeo conseguito, i Reds non ebbero accesso alla Coppa delle Coppe per la squalifica comminata dalla UEFA ai club inglesi in seguito alla strage dell'Heysel.
Nell'incontro decisivo per il campionato con l'Arsenal i Reds, sebbene bloccati da alcune scelte tecniche operate dal tecnico avversario, parvero in grado di mantenere la gara sotto controllo anche dopo aver subìto un gol in apertura del secondo tempo. Tuttavia, allo scadere dei minuti di recupero, Michael Thomas riuscì a segnare la rete decisiva per la conquista del titolo.

## Maglie e sponsor
Lo sponsor tecnico per la stagione 1988-1989 è Adidas, mentre lo sponsor ufficiale è Candy.
| Casa | Trasferta | Terza |  |

## Rosa
| N. |                        | Ruolo | Calciatore       |
| -- | ---------------------- | ----- | ---------------- |
|    | Zimbabwe (bandiera)    | P     | Bruce Grobbelaar |
|    | Inghilterra (bandiera) | P     | Mike Hooper      |
|    | Inghilterra (bandiera) | D     | Gary Ablett      |
|    | Irlanda (bandiera)     | D     | Jim Beglin       |
|    | Inghilterra (bandiera) | C     | David Burrows    |
|    | Scozia (bandiera)      | D     | Gary Gillespie   |
|    | Scozia (bandiera)      | D     | Alan Hansen      |
|    | Scozia (bandiera)      | D     | Steve Nicol      |
|    | Irlanda (bandiera)     | D     | Steve Staunton   |
|    | Inghilterra (bandiera) | D     | Nick Tanner      |
|    | Inghilterra (bandiera) | D     | Barry Venison    |
|    | Inghilterra (bandiera) | D     | Alex Watson      |
|    | Inghilterra (bandiera) | C     | John Barnes      |

| N. |                             | Ruolo | Calciatore      |
| -- | --------------------------- | ----- | --------------- |
|    | Inghilterra (bandiera)      | C     | Charlie Boyd    |
|    | Scozia (bandiera)           | C     | Kenny Dalglish  |
|    | Irlanda (bandiera)          | C     | Ray Houghton    |
|    | Inghilterra (bandiera)      | C     | Steve McMahon   |
|    | Irlanda del Nord (bandiera) | C     | Jim Magilton    |
|    | Inghilterra (bandiera)      | C     | Mike Marsh      |
|    | Danimarca (bandiera)        | C     | Jan Mølby       |
|    | Inghilterra (bandiera)      | C     | Nigel Spackman  |
|    | Irlanda (bandiera)          | C     | Ronnie Whelan   |
|    | Irlanda (bandiera)          | A     | John Aldridge   |
|    | Inghilterra (bandiera)      | A     | Peter Beardsley |
|    | Inghilterra (bandiera)      | A     | John Durnin     |
|    | Galles (bandiera)           | A     | Ian Rush        |

## Risultati

### First Division
| Arbitro: | Shapter |

|  |           |                        |
|  | Marcatori | 23’, 52’, 54’ Aldridge |

| Arbitro: | Hackett |

|           |           |  |
| Mølby 38’ | Marcatori |  |

| Arbitro: | Hutchinson |

|              |           |              |
| McInally 39’ | Marcatori | 64’ Houghton |

| Arbitro: | Mills |

|               |           |             |
| Beardsley 78’ | Marcatori | 79’ Fenwick |

| Arbitro: | Vicars |

|                    |           |                                             |
| Statham 33’ (rig.) | Marcatori | 31’ Aldridge 47’ Beardsley 84’ (rig.) Mølby |

| Arbitro: | Peck |

|              |           |                                   |
| Gillespie 3’ | Marcatori | 29’ Hendrie 83’ (rig.) Mirandinha |

| Arbitro: | Martin |

|            |           |  |
| Harford 6’ | Marcatori |  |

| Liverpool 22 ottobre 1988, ore 15:00 UTC+0 9ª giornata | Liverpool | 0 – 0 referto | Coventry City | Anfield Road (38 742 spett.)\| Arbitro: \| Aplin \| |
| Arbitro:                                               | Aplin     |               |               |                                                     |

| Arbitro: | Holbrook |

|                   |           |          |
| Rice 48’ Webb 48’ | Marcatori | 58’ Rush |

| Arbitro: | Milford |

|  |           |                        |
|  | Marcatori | 69’ Rush 80’ Beardsley |

| Arbitro: | Stevens |

|                                     |           |  |
| Rush 44’ Aldridge 75’ Beardsley 87’ | Marcatori |  |

| Arbitro: | Kirkby |

|           |           |                |
| Nicol 15’ | Marcatori | 10’ Stephenson |

| Arbitro: | Tyson |

|  |           |              |
|  | Marcatori | 28’ Aldridge |

| Arbitro: | Key |

|              |           |                  |
| Houghton 63’ | Marcatori | 88’ (aut.) Nicol |

| Arbitro: | Callow |

|           |           |            |
| Smith 70’ | Marcatori | 46’ Barnes |

| Arbitro: | Worrall |

|              |           |                   |
| Houghton 30’ | Marcatori | 60’ (rig.) Clarke |

| Arbitro: | Roberts |

|  |           |              |
|  | Marcatori | 60’ Townsend |

| Arbitro: | Lloyd |

|  |           |          |
|  | Marcatori | 17’ Rush |

| Arbitro: | Lewis |

|                                       |           |            |
| McClair 71’ Hughes 75’ Beardsmore 77’ | Marcatori | 70’ Barnes |

| Arbitro: | Dilkes |

|            |           |  |
| Whelan 66’ | Marcatori |  |

| Arbitro: | Pawley |

|                       |           |                        |
| Proctor 5’ Váradi 15’ | Marcatori | 74’ Nicol 76’ Aldridge |

| Arbitro: | Peck |

|                       |           |  |
| Aldridge 73’ Rush 78’ | Marcatori |  |

| Arbitro: | Hart |

|                          |           |                       |
| Mirandinha 3’ Pingel 49’ | Marcatori | 15’ Rush 50’ Aldridge |

| Arbitro: | Tyldesley |

|                                   |           |  |
| Beardsley 14’ Aldridge 88’ (rig.) | Marcatori |  |

| Arbitro: | Aplin |

|  |           |                                                     |
|  | Marcatori | 19’ Beardsley 37’ Houghton 79’ Aldridge 88’ McMahon |

| Arbitro: | Seville |

|                                                         |           |  |
| Aldridge 34’, 42’, 76’ (rig.) Beardsley 69’ McMahon 74’ | Marcatori |  |

| Arbitro: | Axcell |

|               |           |                                    |
| Bannister 42’ | Marcatori | 11’ Barnes 28’ Aldridge 56’ Whelan |

| Arbitro: | Gifford |

|             |           |                                   |
| Fenwick 48’ | Marcatori | 50’ (rig.) Aldridge 64’ Beardsley |

| Arbitro: | Gifford |

|           |           |  |
| Barnes 2’ | Marcatori |  |

| Arbitro: | Ashworth |

|  |           |            |
|  | Marcatori | 21’ Whelan |

| Arbitro: | Taylor |

|                                                       |           |             |
| McMahon 8’ Beardsley 42’, 66’ Houghton 57’ Barnes 80’ | Marcatori | 68’ Barrick |

| Arbitro: | Gunn |

|           |           |                         |
| Salman 7’ | Marcatori | 21’ Barnes 40’ Aldridge |

| Liverpool 3 maggio 1989, ore 20:05 UTC+0 36ª giornata | Everton | 0 – 0 referto | Liverpool | Goodison Park (45 994 spett.)\| Arbitro: \| Midgley \| |
| Arbitro:                                              | Midgley |               |           |                                                        |

| Arbitro: | Cooper |

|                     |           |  |
| Aldridge 81’ (rig.) | Marcatori |  |

| Arbitro: | Courtney |

|                   |           |                         |
| Hansen 18’ (aut.) | Marcatori | 59’ Aldridge 73’ Barnes |

| Arbitro: | Redfern |

|                         |           |  |
| Aldridge 45’ Whelan 90’ | Marcatori |  |

| Arbitro: | Lodge |

|                                                    |           |              |
| Aldridge 20’ Houghton 63’, 80’ Rush 84’ Barnes 90’ | Marcatori | 31’ Rosenior |

| Arbitro: | Hutchinson |

|  |           |                        |
|  | Marcatori | 52’ Smith 90+2’ Thomas |

### FA Cup
| Arbitro: | Holbrook |

|  |           |                             |
|  | Marcatori | 33’ Barnes 65’, 84’ McMahon |

| Arbitro: | Courtney |

|  |           |                       |
|  | Marcatori | 57’ Aldridge 63’ Rush |

| Arbitro: | Peck |

|                            |           |                              |
| Whitehurst 32’ Edwards 44’ | Marcatori | 15’ Barnes 52’, 53’ Aldridge |

| Arbitro: | Holbrook |

|                                           |           |  |
| McMahon 15’ Barnes 62’ Beardsley 79’, 82’ | Marcatori |  |

| Arbitro: | Lewis |

|                                  |           |          |
| Aldridge 3’, 58’ Laws 72’ (aut.) | Marcatori | 33’ Webb |

| Arbitro: | Worrall (Cheshire) |

|                           |           |                 |
| Aldridge 4’ Rush 95’ 104’ | Marcatori | 89’ 102’ McCall |

### League Cup
| Arbitro: | Roberts |

|               |           |  |
| Gillespie 44’ | Marcatori |  |

| Arbitro: | Tyldesley |

|                 |           |                                      |
| Shakespeare 86’ | Marcatori | 30’ Barnes 72’ Rush 83’ (rig.) Mølby |

| Arbitro: | Courtney |

|            |           |              |
| Barnes 66’ | Marcatori | 72’ Rocastle |

| Arbitro: | Hackett |

|                          |           |            |
| McMahon 61’ Aldridge 87’ | Marcatori | 26’ Merson |

| Arbitro: | Ashworth |

|                                            |           |                     |
| Ince 21’, 25’ Staunton 56’ (aut.) Gale 78’ | Marcatori | 34’ (rig.) Aldridge |

### Charity Shield
| Arbitro: | Martin |

|                  |           |             |
| Aldridge 23’ 69’ | Marcatori | 17’ Fashanu |

## Statistiche

### Andamento in campionato
Dato lo slittamento delle date di alcuni incontri rispetto al calendario originario, i dati si riferiscono all'ordine ufficiale delle giornate.
| Giornata  | 1 | 2 | 3 | 4 | 5 | 6 | 7 | 8 | 9 | 10 | 11 | 12 | 13 | 14 | 15 | 16 | 17 | 18 | 19 | 20 | 21 | 22 | 23 | 24 | 25 | 26 | 27 | 28 | 29 | 30 | 31 | 32 | 33 | 34 | 35 | 36 | 37 | 38 |
| --------- | - | - | - | - | - | - | - | - | - | -- | -- | -- | -- | -- | -- | -- | -- | -- | -- | -- | -- | -- | -- | -- | -- | -- | -- | -- | -- | -- | -- | -- | -- | -- | -- | -- | -- | -- |
| Luogo     | T | C | T | C | T | C | T | T | C | T  | C  | C  | T  | C  | T  | C  | C  | T  | T  | C  | T  | C  | T  | C  | T  | C  | C  | T  | C  | T  | C  | T  | C  | T  | C  | T  | C  | T  |
| Risultato | V | V | N | N | V | P | P | P | N | V  | V  | N  | V  | N  | N  | N  | P  | V  | P  | V  | N  | V  | N  | V  | V  | V  | V  | V  | V  | V  | V  | V  | V  | V  | P  | N  | V  | V  |
| Posizione | 4 | 3 | 5 | 4 | 2 | 3 | 6 | 9 | 9 | 4  | 4  | 5  | 4  | 4  | 5  | 5  | 7  | 4  | 5  | 5  | 6  | 4  | 7  | 3  | 3  | 3  | 3  | 3  | 2  | 2  | 1  | 1  | 1  | 1  | 2  | 2  | 2  | 2  |

Fonte:  Premier League 1988/1989 » Schedule, su worldfootball.net.
Legenda:

Luogo: C = Casa; T = Trasferta. Risultato: V = Vittoria; N = Pareggio; P = Sconfitta.

### Statistiche dei giocatori
| Giocatore     | First Division | First Division | FA Cup   | FA Cup | League Cup+Charity Shield | League Cup+Charity Shield | Totale   | Totale |
| Giocatore     | Presenze       | Reti           | Presenze | Reti   | Presenze                  | Reti                      | Presenze | Reti   |
| ------------- | -------------- | -------------- | -------- | ------ | ------------------------- | ------------------------- | -------- | ------ |
| G. Ablett     | 35             | 0              | 6        | 0      | 6+1                       | 0                         | 48       | 0      |
| J. Aldridge   | 35             | 21             | 6        | 6      | 5+1                       | 2+2                       | 47       | 31     |
| J. Barnes     | 33             | 8              | 6        | 3      | 6+1                       | 0                         | 46       | 11     |
| P. Beardsley  | 37             | 10             | 5        | 2      | 6+1                       | 0                         | 49       | 12     |
| D. Burrows    | 21             | 0              | 3        | 0      | 0                         | 0                         | 24       | 0      |
| K. Dalglish   | 0              | 0              | 0        | 0      | 1+0                       | 0                         | 1        | 0      |
| J. Durnin     | 0              | 0              | 0        | 0      | 1+0                       | 0                         | 1        | 0      |
| G. Gillespie  | 15             | 1              | 2        | 0      | 1+1                       | 0                         | 19       | 1      |
| B. Grobbelaar | 21             | -12            | 5        | -5     | 0+1                       | 0+-1                      | 27       | -18    |
| A. Hansen     | 6              | 0              | 2        | 0      | 0                         | 0                         | 8        | 0      |
| M. Hooper     | 17             | -16            | 1        | 0      | 6+0                       | -7+-0                     | 24       | -23    |
| R. Houghton   | 38             | 7              | 5        | 0      | 6+1                       | 0                         | 50       | 7      |
| K. MacDonald  | 3              | 0              | 0        | 0      | 1+0                       | 0                         | 4        | 0      |
| M. Marsh      | 1              | 0              | 0        | 0      | 0                         | 0                         | 1        | 0      |
| S. McMahon    | 29             | 3              | 6        | 3      | 3+1                       | 1+0                       | 39       | 7      |
| J. Mølby      | 13             | 2              | 3        | 0      | 2+0                       | 1+0                       | 18       | 3      |
| S. Nicol      | 38             | 2              | 6        | 0      | 6+0                       | 0                         | 50       | 2      |
| I. Rush       | 24             | 7              | 2        | 3      | 4+0                       | 1+0                       | 30       | 11     |
| N. Spackman   | 12             | 0              | 0        | 0      | 4+0                       | 0                         | 16       | 0      |
| S. Staunton   | 21             | 0              | 3        | 0      | 4+1                       | 0                         | 29       | 0      |
| B. Vanison    | 15             | 0              | 1        | 0      | 4+1                       | 0                         | 21       | 0      |
| A. Watson     | 2              | 0              | 2        | 0      | 1+1                       | 0                         | 6        | 0      |
| R. Whelan     | 37             | 4              | 5        | 0      | 6+1                       | 0                         | 49       | 4      |